# 田渕祥恵
田渕 祥恵（たぶち さちえ、1951年9月 - ）は、日本の看護学者である。
現在金城大学看護学部講師。専門は基礎看護学。

## 来歴・人物
1997年4月 - 2002年3月　北里研究所メディカルセンター病院看護師。2002年4月 - 2004年3月　北里研究所病院看護師。
2004年3月　群馬大学大学院医学系研究科保健学専攻修了（基礎看護学）。
2005年4月 - 2007年3月　群馬大学医学部保健学科看護学専攻講師。2007年4月 群馬大学医学部保健学科看護学専攻助教。

## 専門分野
看護技術・睡眠療法
- 入院患者の睡眠衛生を改善するためのリラクセーション法（呼吸法）の効果に関する研究

## 著書・論文

### 著書
- 『最新介護福祉全書　第12巻　こころとからだのしくみ』（メヂカルフレンド社、2009年）

### 論文
- 『手術患者の術前術後の睡眠パターンに関する研究―アクチグラムとOSA睡眠調査票（MA版）による評価―』（日本看護技術学会誌、2006年）
- 『健康段階に応じたローインパクトエクササイズによる生体機能の活性化に関する研究』（平成15〜17年度科学研究補助金、2006年）
- 『公開講座　医療者のための健康生成実践講座～自分を磨く～』（群馬保健学紀要、2006年）

## 所属学会
- 日本看護技術学会
- 日本看護研究学会
- 日本生理人類学会